# エンリカ・メルロ
エンリカ・メルロ（Enrica Merlo、1988年12月28日 - ）は、イタリアの元女子バレーボール選手。元イタリア代表。

## 来歴
イタリアセリエＡの強豪ベルガモでは正リベロとして2008-09シーズン、2009-10シーズンの欧州チャンピオンズリーグで優勝した。自身もベストリベロ賞を受賞した。また、2008-09シーズンは荒木絵里香とチームメイトであった。
2008年、イタリア代表に初選出される。同年のクールマイヨール国際大会で代表デビューし優勝した。2009年のモントルーバレーマスターズに出場し銀メダルを獲得した。また、ユニバーシアードでは金メダルを獲得した。
2010年、トリノ国際大会で銀メダル、ワールドグランプリで銅メダルを獲得し、自身もベストディガー部門1位となった。
2024年に引退し、セリエB1のAzimut Giorgioneのチームマネージャーに就任した。

## 受賞歴
- 2008年 クールマイヨール国際大会　ベストリベロ賞
- 2009年 2008/09欧州チャンピオンズリーグ　ベストリベロ賞
- 2010年 2009/10欧州チャンピオンズリーグ　ベストリベロ賞
- 2010年 ワールドグランプリ2011欧州大陸予選　ベストリベロ賞

## 所属クラブ
- パドバ（2004-2006年）
- Pallavolo Reggio Emilia（2006-2007年）
- バレー・ベルガモ（2008-2015年）
- サヴィーノ・デルベーネ・スカンディッチ（2015-2024年）